# Comté d'Antelope
Pour les articles homonymes, voir Antelope.
Le comté d'Antelope est un comté situé dans l'État du Nebraska, aux États-Unis. En 2020, sa population est de 6 295 habitants. Son siège est Neligh.